# Nothing in the Dark
"Nothing in the Dark" is een aflevering van de Amerikaanse televisieserie The Twilight Zone. Het scenario werd geschreven door George Clayton Johnson.

## Plot

### Opening
An old woman living in a nightmare, an old woman who has fought a thousand battles with death and always won. Now she's faced with a grim decision: Whether or not to open a door. And in some strange and frightening way, she knows that this seemingly ordinary door leads to the Twilight Zone.
— Rod Serling

### Verhaal
Wanda Dunn, een oude dame, woont alleen in haar verlaten donkere kelder. Ze laat nooit iemand binnen omdat ze bang is voor de Dood. Ze is ervan overtuigd dat hij buiten op haar wacht en voortdurend probeert haar appartement binnen te komen om haar te halen.
Dan hoort ze buiten pistoolschoten. Voorzichtig neemt ze een kijkje en ziet dat een jonge agent genaamd Harold Beldon is neergeschoten. Hij is niet in levensgevaar, maar heeft wel verzorging nodig. Wanda aarzelt even, maar opent uiteindelijk de deur en laat hem binnen.
Binnen raken de twee wat aan de praat, onder andere over Wanda’s angst. Ze vertelt Harold dat ze heeft gezien hoe de dood een vrouw meenam door haar enkel aan te raken. Sinds die dag is ze bang voor hem. Dan wordt er op de deur geklopt en een man komt binnen. Het is echter niet Mr. Dood zoals Wanda vreest, maar een aannemer. Hij heeft de opdracht om die dag nog het oude vervallen huis te slopen. Volgens hem heeft Wanda al een paar maal bericht hierover gekregen met het verzoek te verhuizen. Als ze vanmiddag nog steeds aanwezig is, zal hij de politie moeten bellen om haar uit het huis te zetten. Wanda probeert Harold om hulp te vragen, maar de aannemer kan Harold blijkbaar niet zien. Wanneer Wanda in de spiegel kijkt, ziet ze dat Harold geen spiegelbeeld heeft. Dan dringt de waarheid tot haar door: Harold is de dood, die eindelijk gekomen is om haar te halen.
Nadat de aannemer is vertrokken verklaart Harold dat hij de schietpartij in scène had gezet om Wanda’s huis binnen te kunnen gaan en haar vertrouwen te winnen. Zo kon hij haar leren dat de dood niet iets is om bang voor te zijn. Wanda is eerst kwaad omdat hij haar zo heeft bedrogen, maar ze komt al snel bij zinnen en ziet hem eindelijk niet langer als een monster. Ze staat eindelijk toe dat hij haar aanraakt. Nog voor Wanda het goed en wel doorheeft staat ze naast haar dode lichaam. Wanda en de Dood lopen hand in hand het huis uit.

### Slot
There was an old woman who lived in a room and, like all of us, was frightened of the dark. But who had discovered in the minute last fragment of her life that there was nothing in the dark that wasn't there when the lights were on. Object lesson for the more frightened among us, in or out of the Twilight Zone.
— Rod Serling

## Rolverdeling
- Gladys Cooper: Wanda Dunn
- Robert Redford: Harold Beldon
- R.G. Armstrong: aannemer

## Trivia
- Deze aflevering staat op volume 1 van de dvd-reeks.